# Purum Llacta (Soloco)

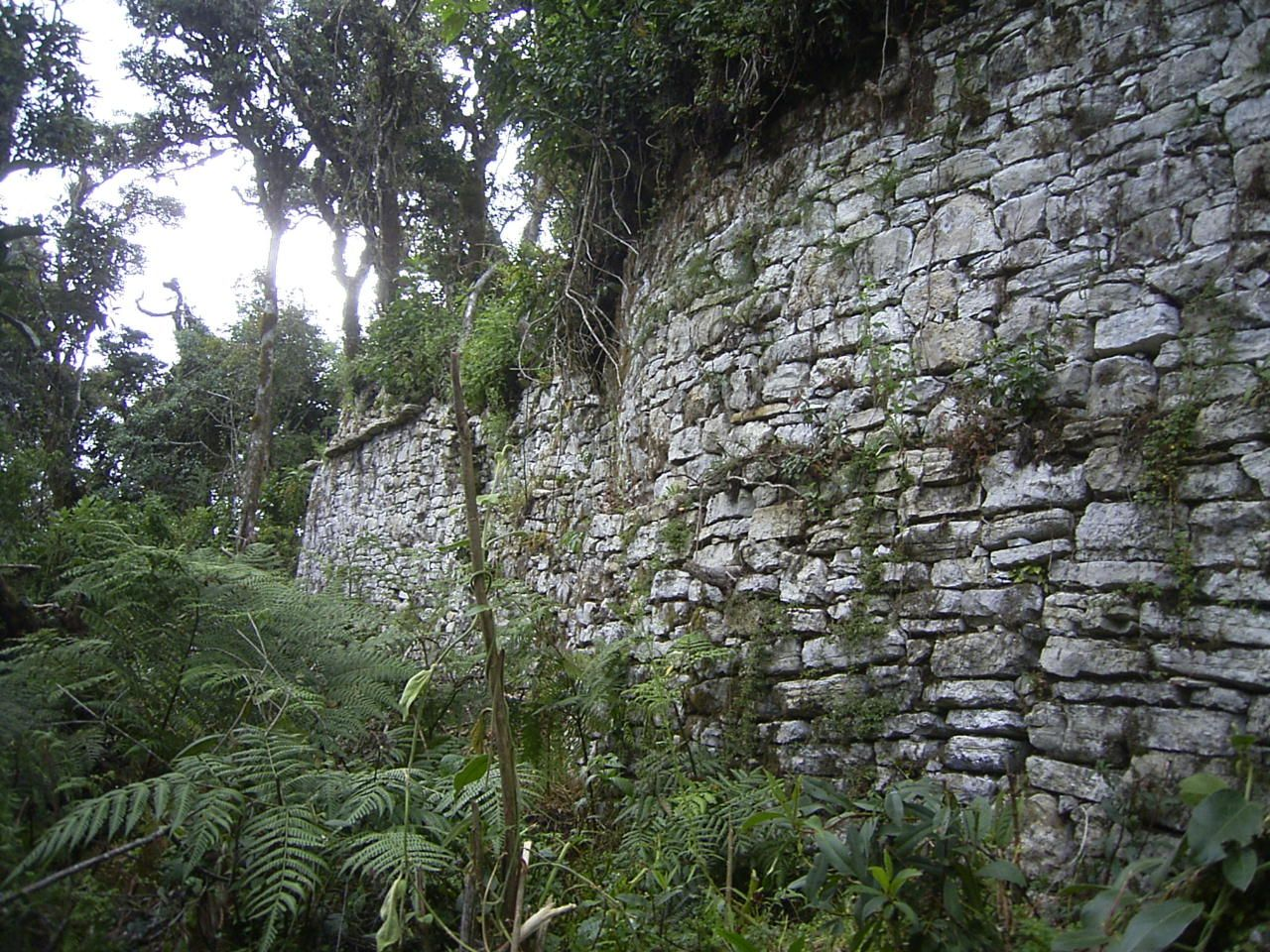

Purum Llacta (del quechua purum, purun 'salvaje, salvaje', llaqta 'terreno' 'pueblo' (pueblo, ciudad, país, nación)) Purum Llacta, Purun Llacta, Purumllacta, Purunllacta es un sitio arqueológico de la cultura Chachapoyas en Perú. Está situado en la Región Amazonas, provincia de Chachapoyas, Distrito de Soloco, suroeste y cerca de la zona arqueológica de Purum Llaqta del Distrito de Cheto.
Purum llacta significa “pueblo viejo” ó “pueblo antiguo”, el cual se encuentra en la cima de un cerro abrazado por la sombra de la vegetación. Las numerosas construcciones permiten inferir que fue una población bastante numerosa. El material empleado es la piedra caliza asentado sobre rocas naturales.

## Características
En la parte alta, las construcciones de la entrada son amuralladas existiendo una puerta principal de entrada por el lado suroeste cuyo ancho es de aproximadamente de un metro y cuenta con piedras superpuestas a maneras de escalinatas, ya en el interior existen numerosas construcciones circulares con hornacinas, puertas, cornisas, piedras clavas, etc., entre la construcciones más grandes tenemos en la parte norte, en cuyo lugar existe una pequeña construcción rectangular semisubterránea, con techo de piedra y una pequeña entrada en forma de puerta o ventana.
Próximo a esto y al lado noroeste, existe un enorme y curioso muro que entra y sale simétricamente, al pie del cual existen obras muy curiosa como es el caso de una pequeña construcción semicircular de 80 cm de altura que tiene la forma de un vaso con el diámetro superior mayor que el de la base, cuenta con un techo de piedra tiene muestra de pequeñas ventanas y una especie de canal que se dirige a la parte baja, al norte de estas construcciones existen numerosos edificios circulares más al sur de estas construcciones amuralladas existen numerosos edificios y para llegar a la cima del cerro existe un curioso torreón al que ingresamos por unas escalinatas.
En la parte noroeste del torreón hay una hermosa construcción circular parecido a un horno, con una pequeña entrad y se encuentra al interior del cerro, mientras que al sur de este torreón y un poco más abajo existe un boquerón que se proyecta verticalmente al interior que podría haber sido un escondite, almacén, cárcel, lugar de escape posiblemente un camino subterráneo que conduce a otros lugares aproximadamente a 1 km de distancia en línea recta en dirección noreste y al misma altura existe otro torreón en el cerro denominado parjusha el cual también cuenta con escalinata de acceso.
En la parte baja existen muchas construcciones entre las cuales también existen algunas construcciones rectangulares el cual es indicio de influencias incas de unas construcciones circulares son características propias de los pre-incas entre las edificaciones más importantes es que existe una construcción rectangular sin indicios de puerta de acceso a su interior. Además existen construcciones indicios de canales así como también en estos lugares abundan restos de batane moljones, morteros, etc.

## Ubicación
Está situado en la Región Amazonas, provincia de Chachapoyas, Distrito de Soloco, suroeste y cerca de la zona arqueológica de Purum Llaqta del Distrito de Cheto. Este complejo arqueológico dista aproximadamente 4.5km. Desde el poblado de Soloco, caminando una hora aproximadamente; llegamos al lugar por cualquiera de los caminos de herradura; sea por la ruta de Cachetin o por la ruta Gomal.